# Atepomaro
Atepomaro (in latino Atepomarus o Atepomaros) era una figura della mitologia celto-gallica, considerata come una guaritrice. A Mauvières (nell'Indre), durante la dominazione romana della Gallia, Apollo ne era associato nella forma cultuale di Apollo Atepomarus.
In alcuni dei santuari curativi di Apollo (come a Sainte-Sabine, in Borgogna) gli erano associate piccole figurine di cavalli.

## Nome ed etimologia
Il titolo appare anche come Atepomerus.
Gli studiosi suggeriscono che il nome sia un composto di at- (cioè "intensificatore"), -epo- (la parola celtica per "cavallo") e -marus ("grande dei grandi"): pertanto, l'epiteto è talvolta tradotto come "Grande Cavaliere" o "che possiede un grande cavallo".
Pierre-Yves Lambert rifiuta il suo legame con i cavalli e suggerisce un'etimologia basata su *ad-tepo, relativa a "protezione, rifugio".

## Miti

### Come fondatore
Un altro personaggio chiamato Atepomaro, assieme a un certo Momoro, fu la coppia di re celtici fondatori della città di Lugdunum (Lione). Fuggirono da Sereroneo, a nord, ed arrivarono su una collina nei pressi della Saona. Momoro, che aveva capacità di presagio, vide l'abbattimento di uno stormo di corvi (creature considerate importanti per Lúg) cadere lì, così chiamò la collina Lougodunum ("il castello di Lug"), in onore degli uccelli deceduti in loco, e qui si stabilirono. Questo mito è riportato nelle opere di Clitofonte Rodio e nel De fluviis dello Pseudo-Plutarco.

### Come teonimo
Il nome è anche un teonimo legato alle divinità greco-romane Apollo e Mercurio. A Mauvières è stata rinvenuta un'iscrizione ad Apollo Atepomarus, legato alla tribù gallica dei Biturigi.